# Nguyễn Thị Ngọc Châu
Nguyễn Thị Ngọc Châu (Tây Ninh, 6 de diciembre de 1994) es una modelo, actriz y reina de belleza vietnamita. Coronada como Miss Universo Vietnam 2022, representó a su país en Miss Universo 2022. Anteriormente fue coronada como Miss Supranacional Vietnam 2018 y ganó Vietnam's Next Top Model 2016. Representó a Vietnam en el certamen Miss Supranacional 2019 y terminó en el Top 10 de semifinalistas.

## Primeros años
Nació en la provincia de Tây Ninh (Vietnam), el 6 de diciembre de 1994. Se graduó en Biotecnología por la Universidad Ton Duc Thang.

## Modelaje
Después de llegar a la mitad de Vietnam's Next Top Model, tuvo avances hacia el final. Aprovechando su rostro, su cuerpo y sus diversas expresiones, Ngoc Chau fue madurando a lo largo de las rondas del concurso. A pesar de verse acorralada por Phuong Trinh en muchas posiciones difíciles, Ngoc Chau siguió actuando bien y consiguió el título de ganadora. Se coronó en la gala final de Vietnam's Next Top Model en la noche del 2 de octubre de 2016, convirtiéndose en la concursante con la menor estatura entre las 7 ganadoras anteriores.
La densidad de la apariencia de Ngoc Chau superó a muchos nombres de modelos famosos antes de actuar continuamente en desfiles de moda personales de diseñadores famosos como: Do Manh Cuong, Chung Thanh Phong, Le Thanh Hoa, Adrian Anh Tuan, Ha Linh Thu, Phuong My, Nguyen Cong Tri, Xuan Paris o Phan Anh Tuan. Participó en la Semana de la Moda de Seúl en la colección de serie del diseñador Chung Chung Lee y otros diseñadores.

## Concursos de belleza
Ngọc Châu fue coronada como Miss Supranacional Vietnam 2018. En la final en el Teatro Walker Hill de Seúl (Corea del Sur). Tras ganar Miss Supranacional Vietnam, se ganó el derecho a representar a Vietnam en Miss Supranacional 2019.
Al final del evento, terminó como semifinalista del Top 10 y ganando el título de Miss Supranacional Asia.
El 25 de junio de 2022, Ngọc Châu volvió a participar en Miss Universo Vietnam 2022, celebrado en el Centro de Exposiciones y Convenciones de Ciudad Ho Chi Minh. En el concurso, Ngọc Châu avanzó a los dieciséis primeros, luego a los diez primeros y finalmente a los cinco primeros.
Al final del evento, Ngọc Châu pasó a ganar el concurso por la titular saliente Miss Universo Vietnam 2019 Nguyễn Trần Khánh Vân, superando a la primera finalista Lê Thảo Nhi y a la segunda finalista Huỳnh Phạm Thủy Tiên.
Como Miss Universo Vietnam, Ngọc Châu representó a Vietnam en Miss Universo 2022, donde no logró clasificar al Top 16 de cuartofinalistas, poniendo fin a la racha de cuatro años de clasificaciones consecutivas de Vietnam en Miss Universo, de 2018 a 2021.